# Guter Junge (Dokumentarfilm)
Guter Junge (Originaltitel: Best Boy) ist ein US-amerikanischer Dokumentarfilm aus dem Jahr 1979.

## Handlung
Das Ehepaar Max und Pearl Wohl lebt mit ihrem Sohn Philly in Queens. Philly ist ein fröhlicher und angenehmer Mensch mit einer geistigen Behinderung. Der 52-jährige Philly wird von seinen Eltern liebevoll umsorgt. Doch die Pflege fällt dem alternden Paar mit der Zeit schwerer, zumal Max gebrechlich wird. Das Paar muss sich auf die Suche nach einer Pflegeeinrichtung für ihren Sohn machen. Philly wird darauf vorbereitet, nun unabhängig von seinen Eltern zu leben.

## Auszeichnungen
1980 wurde der Film in der Kategorie Bester Dokumentarfilm mit dem Oscar ausgezeichnet. Weitere Auszeichnungen waren der New York Film Critics Circle Award, der Kansas City Film Critics Circle Award und der Zuschauerpreis beim Toronto International Film Festival. Zudem erhielt der Film eine Nominierung für den Flaherty Documentary Award der British Academy of Film and Television Arts.

## Hintergrund
Der Film hatte seine Premiere am 7. September 1979 beim Toronto International Film Festival. Die US-Premiere erfolgte im Oktober beim Chicago International Film Festival.
Ira Wohl ist der Cousin von Philly Wohl. Mit seiner Hilfe wurde Philly, dessen Vater während der dreijährigen Produktion verstarb, in einem Pflegeheim untergebracht. 1997 drehte Ira Wohl mit dem Film Best Man eine Fortsetzung und dokumentierte das weitere Leben seines Cousins in dem Pflegeheim.